# Tone Brulc
Tone Brulc, slovenski pisatelj, * 28. januar 1927, Hrušica pri Novem mestu, ✝ 16. oktober 1996, Slovenska vas, Buenos Aires, Argentina.

## življenje
Tone Brulc, pisatelj, se je rodil 28. januarja 1927 v Hrušici pri Novem mestu, takrat v občini Šmihel-Stopiče. Osnovno izobraževanje je zaključil na nižji gimnaziji v Novem mestu. Po tem, ko so partizani ubili njegovega očeta in mlajšega brata, se je tik pred kapitulacijo Italije pridružil vaškemu varnostnemu oddelku in nato domobrancem. Ob koncu druge svetovne vojne se je z njimi umaknil na Koroško, od tam pa hitro odpotoval v Italijo, kjer je nekaj časa preživel v begunskem taborišču v Serviglianu. Maturiral je na gimnaziji v tujini.
Po selitvi v Argentino se je zaposlil v steklarni v Buenos Airesu, kjer je ostal zaposlen vse do upokojitve. Živel je v Slovenski vasi, predmestju Lanusa.
V Buenos Airesu je aktivno sodeloval v slovenskem kulturnem življenju. Pisal je članke za slovenske revije in časopise – o kulturnih dogodkih, knjigah, nekrologih ter razmišljal o položaju Slovencev v Argentini. Po upokojitvi se je začel resneje ukvarjati z leposlovjem. Ker je veliko delal z domorodnimi prebivalci, se je začel zanimati za njihovo zgodovino, verovanja in način življenja, o čemer je tudi pisal.

## Literarno delo
Prvič je opozoril nase s črtico Obup, nagrajeno na literarnem natečaju tržaške revije Mladika. Pisanje je zanj postalo način, kako predelati osebne in kolektivne travme slovenske polpreteklosti, še posebej dogajanja med drugo svetovno vojno, življenje v begunskih taboriščih ter izkušnje slovenske skupnosti v zdomstvu, predvsem v Argentini.
Brulčevo prvo knjižno delo, zbirka novel Vardevanje angelčka, je izšlo šele leta 1993, ko je bil star 65 let. Tik pred smrtjo leta 1996 je objavil še prozno knjigo Judeževi groši, ki je ostro kritizirala pomanjkljivo in pogosto prikrito vlogo katoliške cerkve v času komunistične revolucije. V tem delu je podal neprizanesljivo sliko razmer ob koncu vojne, dogajanja v taboriščih in selitev Slovencev v Argentino.
Njegovo posthumno objavljeno delo Argentina je hkrati osebna in kolektivna kronika, ki prinaša pogled na življenje Slovencev v tej južnoameriški državi. V njem Brulc brez olepševanja opisuje vsakdanjo stvarnost emigrantov, njihove težave, nostalgijo in razočaranja. 
Brulčev slog je dokumentaren, včasih reportažen, z močno kmečko govorno barvitostjo, poln arhaizmov in narečnih izrazov. Njegove literarne figure so pogosto ljudje iz preprostega okolja, ki jih družba – doma ali v tujini – spregleda in izrabi. Avtor ostaja zvest perspektivi »malega človeka«, do katerega čuti odgovornost in sočutje.
Njegove pomembnejše novele vključujejo tudi: Obup (nagrajena pri Mladiki, Trst, 1984), Ptič jokavec (Karau) (1984), Ljudje na robu (1986, nagrada Slovenske kulturne akcije), Smrt D.P.-jevca (1987), Niso zdržali (1989), in Sedem dni prahe Matica Pokljukarja v jarmičku: Poskus slovenske pikareske iz tujine (1990). Številne črtice in novele je objavljal tudi v drugih publikacijah.
V zbirki Vardevanje angelčka je njegove novele uredil Andrej Rot, ki je zanje napisal tudi spremno besedo. Rot je izdal tudi Brulčev roman Judeževi groši v samozaložbi, prav tako pa uredil in izdal tretjo knjigo Argentina, ki je izšla leto po pisateljevi smrti.